# Albin Ossowski
Albin Ossowski (ur. 2 kwietnia 1922 w Starogardzie Gdańskim, zm. 1 lutego 2018 w Szteklinie) – polski aktor, przedsiębiorca i działacz polonijny.

## Życiorys
Urodził się 2 kwietnia roku 1922 – jako syn Józefa z Osowa Leśnego i Agnieszki, Kaszubki z Wiczlina – w rodzinnym domu w Starogardzie przy ulicy Chojnickiej 71. Uczęszczał do miejscowego koedukacyjnego czerwonego gimnazjum.
Po wybuchu II wojny światowej ewakuował się wraz z wojskiem na wschód. Pełnił funkcje pomocnicze w obronie Warszawy. Następnie powrócił w rodzinne strony, gdzie pracował jako malarz pokojowy. W czerwcu 1941 powstała w Zelgoszczy tajna, antyhitlerowska organizacja „Jaszczurka”, z którą Ossowski nawiązał współpracę. Pod koniec 1941 roku wszyscy Polacy z Pomorza zostali zakwalifikowani jako volksdeutsche otrzymując obywatelstwo niemieckie; stąd też musieli służyć w Wehrmachcie. Jeszcze w tym samym roku Albin Ossowski otrzymał wezwanie do wojska. Rodzice, nie chcąc tracić drugiego syna (brat Rajmund zginął zamordowany przez Niemców w Stutthofie), doradzili synowi ucieczkę. Korzystając z pomocy siostry, Ossowski uciekł do Warszawy. Tam wstąpił do Związku Walki Zbrojnej. Otrzymał papiery na nazwisko Stanisław Jankowski.
Jako żołnierz AK był odpowiedzialny za wykonywanie wyroków śmierci na kolaborantach. W trakcie jednej z takich misji został aresztowany przez Niemców. Przeżył brutalne dwumiesięczne śledztwo na Pawiaku. Następnie wywieziono go do KL Auschwitz-Birkenau. W przeżyciu obozu pomogła mu doskonała znajomość niemieckiego. Pod koniec 1944 roku wraz z innymi więźniami został ewakuowany do Buchenwaldu, gdzie pracował w kopalni soli. W maju 1945 roku został uwolniony przez wojska amerykańskie.
Po zakończeniu wojny, w obliczu prześladowań byłych żołnierzy AK przez władze komunistyczne w Polsce, postanowił nie wracać do kraju. We Włoszech wstąpił do II Korpusu Polskich Sił Zbrojnych na Zachodzie. Zaangażował się w działalność trupy teatralnej rekrutującej się spośród żołnierzy. Wygrał casting na główną rolę męską w polsko-włoskiej produkcji Michała Waszyńskiego Wielka droga organizowanej i finansowanej przez Ośrodek Kultury i Prasy II Korpusu Polskiego. Partnerką filmową Ossowskiego była Irena Anders.
Po wojnie osiedlił się w Wielkiej Brytanii. W 1960 roku założył przedsiębiorstwo specjalizujące się w renowacji antyków. Aktywnie uczestniczył w życiu londyńskiej Polonii.
W 1991 roku otrzymał tytuł Honorowego Obywatela Starogardu Gdańskiego. W 2010 roku po śmierci żony Maryli powrócił do Polski. Mieszkał we dworze w Szteklinie na Kociewiu.

## Filmografia
- Wielka droga, 1946, reż. Michał Waszyński
- Seans, 2003, reż. Maria Dłużewska

## Życie prywatne
Żona Maria (zm. 2010), trzech synów: Matthew, John i Mark. Mieszkają w Londynie i prowadzą przedsiębiorstwo założone przez ojca.